# Modern Love (serie de televisión)
Modern Love es una serie de televisión de antología de comedia romántica estadounidense desarrollada por John Carney, basada en la columna semanal del mismo nombre publicada por The New York Times, que se estrenó en Amazon Prime Video el 18 de octubre de 2019. Los episodios varían de 29 a 35 minutos de duración. En octubre de 2019, la serie fue renovada por una segunda temporada, que se estrenó el 13 de agosto de 2021.

## Sinopsis
Modern Love explora "el amor en su multitud de formas, incluido el amor sexual, romántico, familiar, platónico y propio", que se presentan en ocho episodios de media hora. La serie de Amazon, basada en la columna homónima del New York Times, adapta diferentes historias de amor que tienen lugar en la ciudad de Nueva York.

## Reparto

### Temporada 1
- Anne Hathaway como Lexi Donohoe.
- Tina Fey como Sarah.
- Andy García como Michael.
- Dev Patel como Joshua.
- Arabella Olivia Clark como Sarah.
- Caitlin McGee como Emma.
- John Slattery como Dennis.
- Brandon Victor Dixon como Daniel.
- Catherine Keener como Julie.
- Julia Garner como Madeline (apodo: Maddy).
- Cristin Milioti como Maggie Mitchell.
- Olivia Cooke como Karla.
- Andrew Scott como Tobin.
- Brandon Kyle Goodman como Andy.
- Shea Whigham como Peter.
- Gary Carr como Jeff.
- Sofia Boutella como Yasmine.
- John Gallagher Jr. como Rob.
- Quincy Tyler Bernstine como Sylvia.
- Laurentiu Possa como Guzmin.
- Ed Sheeran como Mick.
- Jane Alexander como Margot.
- Peter Hermann como Philippe.
- James Saito como Kenji.
- Judd Hirsch como policía/vendedor/taxista.

### Temporada 2
- Gbenga Akinnagbe como Jordan.
- Briana M. Aponte como Delfia.
- Susan Blackwell como Allison.
- Lucy Boynton como Paula.
- Tom Burke como Michael.
- Zoë Chao como Zoe.
- Maria Dizzia como Lori.
- Minnie Driver como Stephanie Curran.
- Grace Edwards como Alexa.
- Dominique Fishback como Lil.
- Kathryn Gallagher como Whitney.
- Kit Harington como Michael.
- Garrett Hedlund comp Spence.
- Telci Huynh como Moush.
- Nikki M. James como Pam.
- Tobias Menzies como Van.
- Aparna Nancherla como Vanessa.
- Sophie Okonedo como Elizabeth Cannon.
- Larry Owens como Toby Dooley.
- Zane Pais como Robbie.
- Anna Paquin como Isabelle.
- Isaac Powell como Vince.
- Ben Rappaport como Nick.
- Milan Ray como Young Lil.
- Jack Reynor como Declan.
- Miranda Richardson como Jane.
- Marquis Rodriguez como Ben.
- James Scully como Ford.
- Zuzanna Szadkowski como Karen.
- Lulu Wilson como Katie.
- Don Wycherley como Neil.
- Jeena Yi como Jeannie.

## Episodios
| Temporada | Temporada | Episodios | Episodios | Lanzamiento original  | Lanzamiento original  |
| --------- | --------- | --------- | --------- | --------------------- | --------------------- |
|           | 1         | 8         | 8         | 18 de octubre de 2019 | 18 de octubre de 2019 |
|           | 2         | 8         | 8         | 13 de agosto de 2021  | 13 de agosto de 2021  |

## Producción

### Desarrollo
El 11 de junio de 2018, se anunció que Amazon le había dado a la producción un pedido de serie para una primera temporada que constaba de ocho episodios. La serie estaba programada para ser dirigida, escrita y producida por John Carney. Las compañías de producción involucradas en la serie estaban programadas para incluir Storied Media Group y The New York Times. El 26 de noviembre de 2018, se informó que Emmy Rossum, Sharon Horgan y Tom Hall serían directores adicionales de la serie. Horgan y Hall también escribieron los episodios que iban a dirigir, mientras que se esperaba que Rossum dirigiera un episodio escrito por Audrey Wells. Además, se informó además que Dimitri Hoffman, Sam Dolnick y Choire Sicha actuarían como productores ejecutivos, Trish Hofmann como productora y Daniel Jones como productor consultor. El 24 de octubre de 2019, Amazon renovó la serie para una segunda temporada que se estrenó el 13 de agosto de 2021.

### Selección del reparto
El 26 de noviembre de 2018 se anunció que Anne Hathaway, Tina Fey, Dev Patel, John Slattery, Brandon Victor Dixon, Catherine Keener, Julia Garner, Andy García, Cristin Milioti, Olivia Cooke, Andrew Scott, Shea Whigham, Gary Carr, Sofia Boutella y John Gallagher Jr. habían sido elegidos en la primera temporada.
En abril de 2020, se reveló que Jesse Eisenberg ha sido elegido para la segunda temporada.
En febrero de 2021, se anunció el elenco de la segunda temporada, que incluía a Gbenga Akinnagbe, Lucy Boynton, Minnie Driver, Kit Harington, Garrett Hedlund, Anna Paquin, Jack Reynor y Miranda Richardson.

### Filmación
Según los informes, la filmación de la serie había comenzado el 18 de septiembre de 2018 en la ciudad de Nueva York. La segunda temporada se filmó en Schenectady, Nueva York, Albany, Nueva York, Troy, Nueva York y Enniskerry y Stoneybatter, Dublín, Irlanda.